# Миклош Конт
Миклош (Никола) Конт от Ораховица (на хърватски: Nikola Kont, на унгарски: Kont Miklós) е унгарски магнат от хърватски произход, войвода на Трансилвания (1351—1356) и палатин на Унгария (1356—1367) при управлението на крал Лайош I Велики. Счита се за основател на династията Уйлаки. 

## Произход
Миклош (Никола) произхожда от знатен род от района на Дубица в Долна Славония. Баща му Леренц Тот е кралски ковчежник и бан на Славония. Той получава в наследство редица владения сред които Ораховица и замъкът Ружица. Никола има двама братя – Вартоломей и Лука, които стават кралски виночерпци, но не могат да достигнат неговата слава.

## Кариера
Миклош Конт се отличава във военните кампании на унгарския крал Лайош I Велики в Италия, където си спечелва прозвището „Конт” (от италиански: Conte-граф). В първата война (1347–48 г.) той предвожда авангарда на армията, която превзема Аквила с Ян Гарай (Иван Горянски), а във втората (1350 г.) по време на обсадата на Аверса кралят го назначава за главнокомандващ на мястото на Стефан Лакфи (Степан Лацкович). По-късно като палатин, той води унгарските кампании срещу Босна (1363г.) и България (1365г.). След претърпените загуби при обсадата на крепостта Сребреник боснеснакта кампанията завършва неуспешно. През 1365г. Миклош Конт е командващ на унгарската армия в похода и срещу България. В кампанията по превземането на Видинското царство освен него се отличават кондотиерът граф Улрих I фон Цили, Денис Лакфи, Бенедикт Химфи и  други унгарски рицари. За вярната си служба към краля през 1365г. Миклош Конт получава от Лайош I Велики град Илок в Хърватия като родово владение. Палатинът премества резиденцията си от Ораховица в Илок и от този момент наследниците му започват да се наричат Уйлаки (от.Илок)

## Семейство
Миклош Конт е женен за Клара Жамбоки, дъщеря на палатина на Унгария Миклош Жамбоки. След смъртта на Николай Конт през 1367 г., той е наследен от двама сина, Николай II (починал през 1397 г.) и Вартоломей II (починал през 1393 г.). Единствената му дъщеря Катерина става съпруга на кралския ковчежник, войвода на Трансилвания и кралски съдия Франк Сечени (починал през 1408 г.).